# El Nuevo Ostional
El Nuevo Ostional är en ort i Mexiko.   Den ligger i kommunen Angostura och delstaten Sinaloa, i den västra delen av landet, 1 100 km nordväst om huvudstaden Mexico City. El Nuevo Ostional ligger 5 meter över havet och antalet invånare är 265.
Terrängen runt El Nuevo Ostional är mycket platt. En vik av havet är nära El Nuevo Ostional åt sydväst. Runt El Nuevo Ostional är det ganska glesbefolkat, med 43 invånare per kvadratkilometer. Närmaste större samhälle är La Reforma, 15,1 km sydost om El Nuevo Ostional. Trakten runt El Nuevo Ostional består till största delen av jordbruksmark.